# Steinkiste von Bøjden Salmager
Die Steinkiste von Bøjden Salmager (auch Bøjgden genannt) liegt etwa 70 m entfernt von der Bøjden Dyssekammer im Horne Land, südöstlich von Bøjden im Südwesten der dänischen Insel Fünen.
Die leicht trapezoide, Nordwest-Südost orientierte, nicht eingetiefte Steinkiste (dänisch Hellekiste) besteht aus drei sehr massiven, (etwa 1,5 × 2,0 m messenden) in situ befindlichen Findlingen, dem großen Schwellenstein im Südosten und dem etwa 3,7 × 2,5 × 2,5 m messenden, abgewälzten Deckstein mit etwa 45 Schälchen, der neben der Kammer liegt. Sie ist etwa 1,8 m lang und 0,65 bis 0,90 m breit und gehört wegen der enormen Steingrößen zu den herausragendsten Steinkisten überhaupt.